# Bob Telson
Robert Eria Telson dit « Bob Telson », né le 14 mai 1949 à Cannes, est un compositeur et pianiste américain, connu en tant que compositeur de musiques de films, pour lesquelles il a été nommé pour les Tony Awards, prix Pulitzer et aux Oscars du cinéma pour la musique du film Bagdad Café.

## Biographie
Bob Telson grandit à Brooklyn où il étudie le piano dès l'âge de 5 ans. À l'âge de 9 ans, il se produit déjà à la télévision et joue ses propres compositions. À 14 ans, il écrit 72 chansons pour sa petite amie de l'époque. À 15 ans, il étudie l'orgue, le contrepoint et l'harmonie en France avec Nadia Boulanger. Il est diplômé de l'université Harvard en 1970.

## Compositions
- Sister Suzie Cinema – première : 1980 NY Public Theater, en collaboration avec Lee Breuer
- The Gospel at Colonus – 1983 Brooklyn Academy of Music, en collaboration avec Lee Breuer / 1988 Broadway
- The Warrior Ant – 1988 Brooklyn Academy of Music, en collaboration avec Lee Breuer
- Chronicle of a Death Foretold – 1995 Broadway, produit par Lincoln Center
- Bagdad Cafe the Musical: tournée en Europe 2004-2006, en collaboration avec Percy Adlon et Lee Breuer

## Discographie
- The Gospel at Colonus (Nonesuch, 1988)
- Bagdad Café (Island Records, 1989)
- Calling You (Warner Bros., 1992)
- An Ant Alone - Songs from the Warrior Ant (Little Village) (Rykodisk, 1991)
- La Vida Segun Muriel (Polygram, 1997)
- Trip (Isabel de Sebastian & Bob Telson) (Acqua, 2008)
- Old LP (Acqua (2012), Naxos (2012))

## Nominations et récompenses
- Nommé aux Tony Awards
- 1985 : nommé pour le prix Pulitzer de musique pour The Gospel at Colonus
- 1989 : nommé pour la Meilleure chanson originale lors de la 61e cérémonie des Oscars pour Calling You du film Bagdad Café (Out of Rosenheim) de Percy Adlon
- 2004 : Satellite Awards pour la meilleure chanson originale How Shall I See You Through My Tears[2]

## Source de la traduction
- (en) Cet article est partiellement ou en totalité issu de l’article de Wikipédia en anglais intitulé « Bob Telson » (voir la liste des auteurs).